# Coupe de la Ligue (calcio femminile)
La Coupe de la Ligue è una competizione calcistica francese sotto forma di coppa di lega riservata a formazioni di calcio femminile, che si tiene sotto l'egida della Federcalcio francese (FFF) ed è organizzato dalla sua sezione femminile.
Essa è riservata ai club sportivi partecipanti al campionato nazionale di primo livello e secondo livello, la Première e la Seconde Ligue.

## Storia
Il 16 gennaio 2025 è stato annunciato dalla Ligue Féminine de Football Professionnel e dal suo presidente Jean-Michel Aulas che una nuova competizione basata sulla defunta competizione maschile della Coupe de la Ligue sarebbe iniziata dalla stagione 2025-2026 e che vi avrebbero partecipato tutte le squadre di Première e Seconde Ligue, ad esclusione delle tre qualificate alla UEFA Women's Champions League.
Nel giugno successivo è stato annunciato il format della competizione e con esso la notizia della partecipazione delle tre squadre disputanti le competizioni europee e la sede della prima finale, Abidjan, in Costa d'Avorio.

## Formula
La formula prevede la disputa di cinque gironi (quattro da quattro squadre e uno da cinque), con gare di sola andata, poi quarti di finale, semifinali ad eliminazione diretta in gara unica e la finale, anch'essa in gara unica.
Dei 24 partecipanti, 21 prendono parte alla fase a gironi e accedono alla fase finale le prime classificate di ogni girone e le prime tre classificate della stagione precedente di Première Ligue, qualificate d'ufficio.